# Реактор на теплових нейтронах
Реактор на теплових нейтронах — ядерний реактор, що використовує теплові нейтрони. «Теплові» не означає гарячі в прямому сенсі, але означає, що вони перебувають у стані теплової рівноваги з середовищем (паливо, сповільнювач, елементи конструкції) й мають набагато меншу енергію, ніж швидкі нейтрони, які утворюються під час поділу.
Реактори на більшості атомних електростанцій працюють саме на теплових нейтронах і використовують сповільнювач нейтронів, щоб сповільнити нейтрони до рівня кінетичної енергії навколишніх частинок. Нейтрони не є зарядженими, що дозволяє їм проникати глибоко всередину речовини й наближатись до ядер.
Поперечний переріз реакції урану-235 для теплових нейтронів становить близько 1000 барн, а для швидких нейтронів — близько 1 барна.
Тому теплові нейтрони можуть з більшою ймовірністю викликати поділ ядра урану-235, ніж бути захопленими ураном-238. Якщо хоча б один нейтрон, утворений внаслідок поділу ядра U-235, влучає в інше ядро і викликає його поділ, то ланцюгова реакція триває. Якщо реакція підтримує сама себе, то говорять, що реактор перебуває в критичному стані. Масу урану 235, яка необхідна для того, щоб викликати критичний стан, називають критичною масою.
Реактор на теплових нейтронах складається з таких елементів:
- Сповільнювач нейтронів. Слугує для того, щоб уповільнити нейтрони. У реакторах на легкій та важкій воді він виконує також функцію теплоносія.
- Ядерне паливо — подільна речовина, зазвичай уран.
- Корпус реактора — посудина високого тиску, яка містить теплоносій та активну зону.
- Радіаційний захист — елементи конструкції, які захищають людей і довкілля від шкідливого впливу іонізаційного випромінювання.
- Гермооболонка — будівля, що в надзвичайній ситуації має запобігти витоку радіоактивної речовини.
- Апаратура для контролю за системами реактора й управління ними.